# Hope For The Future (EP)
Hope For The Future (EP)  es un EP de Paul McCartney. Fue publicado en 2015. El nombre de este EP connota a la canción "Hope For The Future" lanzada como sencillo para la banda sonora del videojuego Destiny.

## Lista de canciones
Todas las canciones escritas y compuestas por Paul McCartney, excepto donde esta anotado. 
| Cara 1 |               |          |  |
| N.º    | Título        | Duración |  |
| 1.     | «Main»        | 4:06     |  |
| 2.     | «Thrash»      | 2:56     |  |
| 3.     | «Mirwais Mix» | 6:00     |  |

| Cara 2 |                   |          |  |
| N.º    | Título            | Duración |  |
| 1.     | «Beatsession Mix» | 5:33     |  |
| 2.     | «Jaded Mix»       | 4:24     |  |